# Contre-histoire de la philosophie
La Contre-histoire de la philosophie est une œuvre de Michel Onfray qui se présente sous la forme d'une série de livres édités aux éditions Grasset, mettant en forme un cycle de conférences données à l'université populaire de Caen de 2002 à 2015 , puis reprises sur l'antenne de France Culture et enfin sous forme de coffrets comprenant chacun 11 à 13 disques compacts audio, édités par Frémeaux & Associés.

## Les conférences
Les synopsis des cours sont accessibles depuis une page de centralisation, sur le site de Michel Onfray.

### Cycle 1 —L'Archipel pré-chrétien
23 cours, du 22 octobre 2002 au 13 mai 2003 

### Cycle 2 —La Résistance au christianisme
25 cours, du 4 novembre 2003 au 11 mai 2004

### Cycle 3 —Les Libertins baroques
20 cours, du 9 novembre 2004 au 10 mai 2005.

### Cycle 4 —Les Ultras des Lumières
25 séances

### Cycle 5 —L'Eudémonisme social
25 séances

### Cycle 6 —Le Siècle du Moi
25 séances

### Cycle 7 —La Construction du SurhommeetNietzsche
25 séances

### Cycle 8 —Freud
25 séances

### Cycle 9 —Le Siècle du nihilisme
25 séances

### Cycle 10 —Les consciences réfractaires
25 séances
Ce cycle traite les pensées de Georges Politzer, Paul Nizan, Albert Camus, Simone de Beauvoir.

### Cycle 11 —L’autre pensée 68
25 séances

### Cycle 12 —La pensée post-nazie
21 séances, du 18 novembre 2013 au 26 mai 2014. Ce cycle traite les pensées de Hannah Arendt, Hans Jonas, Günther Anders.

### Cycle 13 —La résistance au nihilisme
Ce cycle traite les pensées de Vladimir Jankélévitch, Robert Misrahi, Mikel Dufrenne et Pierre Hadot .
Sur le thème Démultiplier Socrate, Michel Onfray offre en conclusion des treize années de ce séminaire les pensées de Pierre Courcelle, André-Jean Voelke, Pierre Hadot, Juliusz Domansk.
Ce cycle fait l'objet de deux volumes de CD audio,.
12 CD pour le volume 25 et 13 CD pour le volume 26.

## Publications
Plusieurs livres sont publiés sur les cycles de la contre-histoire de la philosophie. Onfray contextualise l'époque et divise l'ouvrage selon les philosophes à réhabiliter. Tous les ouvrages furent édités chez Grasset. Les couvertures reprennent des photos de Philippe Ramette.
1. Les Sagesses antiques, 2006[11]Traite de Anaxarque, Antiphon, Aristippe, Démocrite, Diogène le Cynique, Diogène d'Œnoanda, Épicure, Eudoxe, Hipparque, Leucippe, Lucrèce, Philodème, Platon (son traité du plaisir Philèbe) et Prodicos.
2. Le Christianisme hédoniste, 2006
3. Les Libertins baroques, 2007Traite de Charron, Cyrano de Bergerac, Pierre Gassendi, La Mothe Le Valler, Saint-Evremond et Spinoza.
4. Les Ultras des Lumières, 2007Traite de Helvétius, D'Holbach, Maupertuis, Jean Meslier, La Mettrie et Sade [12].
5. L'Eudémonisme social, 2008
6. Les Radicalités existentielles, 2009
7. La Construction du Surhomme, 2011
8. Les Freudiens hérétiques, 2013Traite de Erich Fromm, Otto Gross et Wilhelm Reich
9. Les Consciences réfractaires, 2013Traite de Albert Camus, Simone de Beauvoir, Paul Nizan et Georges Politzer.
10. La Pensée postnazie, 2018
11. L'Autre pensée 68, 2018
12. La Résistance au nihilisme, 2020

## Les CD audio
Le découpage en chapitre des 26 volumes comprenant chacun de onze à treize CD audio, chacun de ces derniers étant découpés en sections titrées ne correspond pas toujours au découpage en chapitres et sections des 13 cycles de conférences.
En 2006, les ventes s’élevaient déjà à 200.000 exemplaires.
En 2015, les ventes s’élèvent à 900.000 exemplaires .
Ils sont édités par Frémeaux & Associés.